# Les Escomelles (Hortoneda)
Les Escomelles és un conjunt de dues comes paral·leles de l'antic municipi d'Hortoneda de la Conca, actualment en el terme municipal de Conca de Dalt, al Pallars Jussà, en territori del poble d'Hortoneda.
Estan situades al nord d'Hortoneda, a llevant del Roc de Tomàs i del Feixanc de Tomàs i a ponent de la Roca de Seguers i al sud-oest de la Roca Roia, a l'esquerra de la llau de Catxí en el lloc del Toll.